# 宁生
宁生（1923年2月—2012年10月19日），本名冯百祥，曾用名马左典、忠勇、善战、宁生，河北丰润人，中华人民共和国政治人物。中国共产党第十二次全国代表大会代表。中共湖南省委第二届候补委员，中共湖南省委第三届、第四届委员。

## 生平
1923年3月，冯百祥出生在直隶省津海道丰润县（今唐山市丰润区）杨家屯村一个农民家庭。1940年9月加入中国共产党，因躲避国民党抓捕化名为马左典、忠勇、善战、宁生，之后长期在遵化县（今遵化市）工作。
1949年10月，宁生随着中国人民解放军南下进入永州专区干部学校（1950年5月改名零陵专区），出任组教科科长。1950年4月起，宁生先后出任中共新田县、零陵县和衡山县委书记。1954年5月，宁生转到中共湘南区党委办公室工作，同年7月调到中共衡阳地委工作，先后出任地委常委、秘书长、地委副书记、地委第一书记、地委常务书记兼任衡阳市委第一书记。1962年10月，宁生出任中共零陵地委书记。
1966年，文化大革命爆发，宁生受到斗争批判并且拘留，逮捕入狱1年和“专政”7个月。
1970年6月，宁生出任长沙市革命委员会副主任。次年1月，宁生出任中共长沙市委第一书记。1975年11月，宁生出任中共衡阳地委书记。1977年4月，宁生出任中共湘西土家族苗族自治州州委书记兼州革命委员会主任。1983年5月，宁生出任中共湖南省委党校校长。1985年6月，宁生出任中国共产党湖南省顾问委员会委员。1990年10月，宁生出任中国共产党湖南省顾问委员会常务委员。1994年8月退休。
2012年10月19日，宁生因病在湖南省长沙市逝世，享年90岁。